# Mont Edgecumbe
Le mont Edgecumbe est un volcan en sommeil situé à l'extrémité sud de l'île Kruzof en Alaska. Le volcan est situé à environ 16 km à l'est de la faille de Queen Charlotte qui sépare la plaque nord-américaine de la plaque pacifique. C'est le point culminant du champ volcanique du mont Edgecumbe qui occupe 260 km2.

## Toponymie
Les Tlingits, qui considèrent la montagne comme sacrée, l'appellent L’ux, ce qui signifie « clignoter » ou « clignotant », peut-être parce qu'elle était en éruption lors de sa découverte par ce peuple.
Le 16 août 1775, l'explorateur espagnol Juan de la Bodega nomme la montagne San Jacinto en l'honneur de saint Jacinthe dont la fête est célébrée le 17 août.
Le capitaine James Cook passe à proximité de la montagne le 2 mai 1778 au cours de son troisième voyage et la nomme mont Edgecumbe, sans doute d'après une colline surplombant le port de Plymouth, en Angleterre, ou peut-être en l'honneur de George, comte de Edgcumbe. L'explorateur George Vancouver adopte plus tard le nom choisi par Cook et c'est celui qui devient utilisé.

## Histoire

### Histoire humaine
La première ascension a été réalisée en juillet 1805 par le capitaine Iouri Lissianski de la Marine impériale russe. Dans les années 1930 un sentier vers le sommet de la montagne est créé par le Civilian Conservation Corps dans le cadre du New Deal.

### Histoire éruptive
- 7620 av. J.-C.
- 3810 av. J.-C.
- 2220 av. J.-C. ±100 ans[8]

### Canular
Le 1er avril 1974, un farceur nommé Oliver « Porky » Bickar enflamme des centaines de vieux pneus dans le cratère. La fumée noire s'échappant du cratère convainc les proches résidents de Sitka que le volcan est entré en éruption. Le canular est révélé peu après, les mots « poisson d'avril » ayant été peints à la bombe en lettres de quinze mètres de haut sur le volcan. Le Guardian rapporte que Bickar préparait le canular depuis quatre ans.

## Ascension
Le sentier du mont Edgecumbe présente une longueur de onze kilomètres environ à travers la taïga et une fondrière de mousse puis, au-dessus de la limite des arbres à 600 mètres d'altitude environ, un paysage désertique fait de neige et de cendres volcaniques rougeâtres. Des panneaux orientent les randonneurs vers le bord du cratère. Une cabane à trois pans construite par le Civilian Conservation Corps se trouve à plus de six kilomètres en amont du point de départ. Le sentier peut être boueux et les cinq derniers kilomètres sont pentus ; des ours peuvent être présents. Sa difficulté est classée comme modérée.